# Trận Cannae

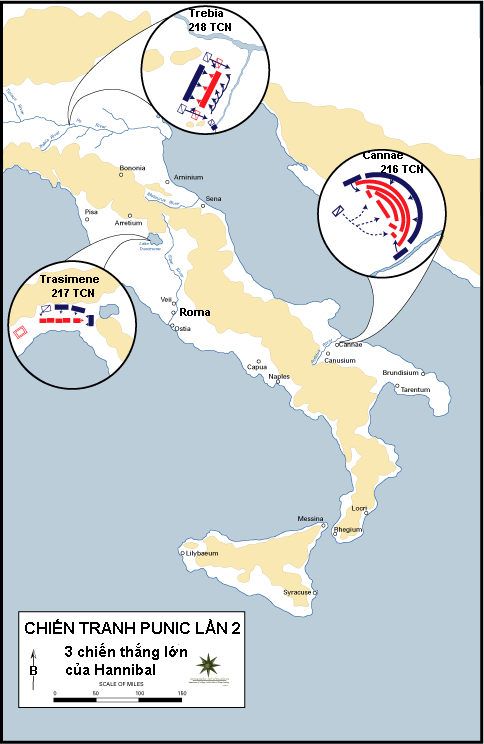
Trận Trebia, hồ Trasimene và Cannae

Trận Cannae là một trận đánh thuộc Chiến tranh Punic lần 2 diễn ra vào ngày 2 tháng 8 năm 216 TCN trên chiến trường gần ngôi làng Cannae ở Apulia (nay là Canne) thuộc Đông Nam Ý. Trong trận chiến này, quân đội Đế quốc Carthage dưới sự chỉ huy của Hannibal Barca đã đánh bại một lực lượng quân đông hơn của Cộng hòa La Mã do các quan chấp chính Lucius Aemilius Paullus và Gaius Terentius Varro chỉ huy. Kết cục của trận đánh đã khiến một số thành bang Ý từ bỏ liên minh với Cộng hòa La Mã. Tuy kết quả của Chiến tranh Punic lần 2 vẫn là thắng lợi cuối cùng cho người La Mã, trận Cannae vẫn được coi là chiến tích tiêu biểu của Hannibal, một trong những trận đánh nổi tiếng nhất trong lịch sử quân sự thế giới cũng như là thất bại nặng nề nhất của quân đội La Mã.
Sau khi hồi phục từ thất bại ở Trebia (218 TCN) và Trasimene (217 TCN), các chỉ huy quân đội La Mã quyết định dùng khoảng 87.000 quân đối đầu với lực lượng Carthage của Hannibal tại Cannae. Cánh phải của đội quân La Mã đóng gần sông Aufidus, kỵ binh của họ được bố trí hai bên sườn còn bộ binh nặng được dồn vào trung tâm đội hình. Có lẽ những người La Mã hy vọng sẽ bẻ gãy đội ngũ của người Carthage sớm hơn so với những gì đã diễn ra ở trận Trebia. Đối phó với chiến thuật này, Hannibal sử dụng chiến thuật gọng kìm, ông đặt đội quân bộ ít tinh cậy nhất vào trung tâm, trong khi lực lượng kỵ binh Carthage tinh nhuệ được bố trí ở hai cánh. Trước khi trận đánh diễn ra, đội hình quân Carthage được chuyển về dạng vầng trăng khuyết để đối phó với lực lượng bộ binh nặng mạnh và áp đảo về số lượng của quân La Mã. Trong lúc vừa đánh vừa tiến, người La Mã không ngờ rằng họ đã lọt vào một vòng cung lớn và bị bao vây từ hai cánh bởi đội kỵ binh và bộ binh tinh nhuệ của Carthage. Do lực lượng bộ binh nặng bị dồn ứ tại trung tâm, quân La Mã nhanh chóng bị tấn công và xé nhỏ từ hai bên sườn mà không thể thoát khỏi cái vòng do chính họ tạo nên. Ước tính có khoảng từ 60.000 đến 70.000 quân La Mã bị tiêu diệt hoặc bắt sống tại Cannae (bao gồm cả quan chấp chính Lucius Aemilius Paullus cùng 80 nguyên lão) khiến trận đánh này trở thành một trong những trận đánh ngắn đẫm máu nhất trong lịch sử quân sự.

## Bối cảnh
Không lâu sau khi Chiến tranh Punic lần 2 bùng nổ, đội quân Carthage của Hannibal đã vượt qua dãy Alps trong mùa đông để tiến vào lãnh thổ Ý. Họ nhanh chóng giành được hai chiến thắng trước quân đội La Mã tại sông Trebia (ngày nay gọi là sông Trebbia) (218 TCN) và hồ Trasimene (217 TCN). Liên tiếp gặp thất bại, Cộng hòa La Mã quyết định cử Quintus Fabius Maximus làm Quan Độc tài (dictator)  để đối phó với mối đe dọa từ Đế quốc Carthage. Với toàn quyền có được, Fabius sử dụng chiến thuật chiến tranh tiêu hao để chống lại lực lượng viễn chinh Carthage, quân La Mã tập trung triệt tiêu nguồn tiếp tế của Hannibal cũng như tránh giao chiến trực tiếp với quân Carthage. Chiến thuật của Fabius đã không được người La Mã ủng hộ vì họ cho rằng cách đối phó của quân đội chỉ giúp cho Carthage có thời gian chỉnh đốn lại đội hình. Một số người La Mã khác cũng phản đối quyết liệt chiến thuật chiến tranh tiêu hao vì họ chỉ muốn sớm thấy kết cục của cuộc chiến. Trong Cộng hòa La Mã bắt đầu lan truyền nỗi sợ hãi rằng nếu lực lượng của Hannibal cứ tiếp tục tiến quân và cướp bóc trên lãnh thổ nước Ý, các đồng minh của La Mã có thể sẽ nghi ngờ khả năng bảo vệ họ của Cộng hòa và sẽ từ bỏ liên minh này.
Rõ ràng, đối với chiến thuật kéo dài của Fabius, La Mã càng lúc càng bất mãn, thậm chí có người còn gọi ông là thằng hèn. Ngay từ lúc còn đang đương nhiệm, Fabius đã bị Viện Nguyên Lão triệu hồi để bàn lại về chiến thuật của ông. Vì vậy Marcus Minucius Rufus, trưởng quan kỵ binh của Fabius lên thay thế quyền chỉ huy quân đội. Minucius, vốn bất mãn với chiến thuật của Fabius ngay từ đầu, đã nôn nóng phát động một cuộc tấn công và giành một thắng lợi bé nhỏ. Người La Mã tỏ ra phấn khởi, bèn đưa ông ta lên làm Đệ nhị Độc Tài Quan, chỉ huy một quân đoàn chiến đấu riêng biệt với Fabius.

Mùa đông 217 trôi qua và nhiệm kỳ sáu tháng của Fabius cũng đã mãn. Cái gì đến cũng phải đến, Viện Nguyên lão không tiếp tục bầu ông làm Quan Độc tài nữa, và giao quyền chỉ huy quân đội vào các quan chấp chính Gnaeus Servilius Geminus và Marcus Atilius Regulus. Năm 216 TCN, Gaius Terentius Varro và Lucius Aemilius Paullus được bầu vào vị trí chấp chính cùng với quyền chỉ huy một đội quân La Mã đông đảo mới được hình thành nhằm tiêu diệt lực lượng Carthage. Polybius đã viết về sự kiện này: 
| “ | Viện Nguyên lão quyết định đưa 8 legio vào chiến tranh, một sự kiện chưa từng xảy ra trong lịch sử La Mã, với mỗi legio bao gồm 5.000 lính bên cạnh quân đội đồng minh… Phần lớn các cuộc chiến của người La Mã được tiến hành chỉ với một quan chấp chính và hai legio cộng thêm lực lượng đồng minh, hiếm khi nào La Mã tập trung cả bốn legio vào cùng một thời điểm để cùng thực hiện một nhiệm vụ. Nhưng ở lần này, mối đe dọa lớn tới mức họ phải giải quyết không chỉ bởi 4, mà bởi 8 legio cùng ra chiến trường. | ” |

— Polybius, The Histories of Polybius
8 legio, cùng với khoảng 2.400 kỵ binh La Mã, tạo thành hạt nhân của đội quân đông đảo mới của Cộng hòa. Bên cạnh mỗi legio còn có một đội bộ và kỵ binh đồng minh với khoảng 4.000 người, tổng cộng lực lượng La Mã tham chiến với quân Carthage là khoảng 90.000 người. Rõ ràng, La Mã lại một lần nữa quyết tâm đánh một trận sống chết với Hannibal.
Và, cùng lúc đó, Hannibal cũng chuẩn bị một trận quyết chiến mới với quân La Mã.

## Mở đầu
Mùa xuân năm 216 TCN, Hannibal giành thế chủ động bằng việc chiếm kho quân nhu lớn ở gần làng Cannae thuộc đồng bằng Apulia, cắt đứt quân La Mã với nguồn tiếp tế lớn của họ. Theo sử gia Polybius thì việc chiếm Cannae đã "làm chấn động cả quân đội La Mã, không chỉ vì vùng đất và kho lương bị mất, mà còn vì vị trí của quân Carthage giúp họ kiểm soát toàn bộ khu vực xung quanh". Đứng trước tình hình này, hai các quan chấp chính La Mã quyết định đưa quân tiến về phía Nam để đối đầu với lực lượng Carthage, họ tìm thấy Hannibal đang đóng quân ở cách bờ trái sông Aufidus khoảng 10 km. Ban đầu mỗi quan chấp chính chỉ huy riêng một nửa lực lượng nhưng sau khi quân La Mã hợp nhất thì theo luật, các quan chấp chính sẽ chỉ huy luân phiên mỗi người một ngày. Có lẽ Hannibal đã phát hiện ra đặc điểm này để điều chỉnh chiến thuật của quân Carthage mỗi ngày cho phù hợp với từng chấp chính. Theo như ghi chép để lại, khi nghe một viên tướng Carthage tên là Gisgo đề cập tới số lượng đông đảo của quân La Mã, Hannibal đã trả lời: "và một điều thú vị nữa mà ngươi không chú ý tới, Gisgo, một điều còn đáng ngạc nhiên hơn — đó là mặc dù họ rất đông, nhưng không một ai trong số họ tên là Gisgo."
Theo các sử liệu cổ, chấp chính Varro, người chỉ huy quân La Mã ngày đầu tiên, vốn là một vị tướng kiêu căng và khinh suất - người luôn muốn đánh bại Hannibal. Khi quân La Mã trong khi áp sát Cannae gặp mai phục của một đội quân Carthage nhỏ, Varro đã thành công trong việc đẩy lùi cuộc tiến công của người Carthage và tiếp tục tiến về Cannae. Tuy chỉ là chiến thắng trong một cuộc đụng độ nhỏ hoàn toàn không có ý nghĩa chiến thuật, Varro vẫn lấy nó để củng cố sự tự tin quá mức của mình trước Hannibal. Vị chấp chính thứ hai, Paullus, lại ở thái cực ngược lại với Varro, ông là một người thận trọng, luôn cảnh giác và cho rằng việc đối đầu trên chiến trường bằng phẳng với quân Carthage là điều ngu ngốc, kể cả khi quân La Mã vượt trội về số lượng. Suy nghĩ của Paullus là hoàn toàn chính xác vì quân đội Hannibal vốn nổi tiếng về sức mạnh và số lượng của đội kỵ binh - vốn có lợi thế khi chiến đấu trên chiến trường bằng phẳng. Mặc dù luôn nghi ngờ và cảnh giác, Paullus cũng quyết định tiếp tục chiến dịch sau thắng lợi nhỏ ban đầu, ông cho 2/3 quân La Mã đóng trại ở phía Đông sông Aufidus, phần còn lại đóng ở phía đối diện với mục đích bảo vệ doanh trại chính và quấy rối quân đội đối phương.
Hai phía La Mã và Carthage giữ nguyên vị trí trong hai ngày. Từ cuối ngày thứ hai (1 tháng 8), biết rằng Varro sẽ chỉ huy quân La Mã ngày tiếp theo, Hannibal rút trại và bắt đầu khiêu chiến. Trong khi Paullus từ chối đụng độ, Hannibal đã nhận ra sự quan trọng của nguồn nước sông Aufidus với doanh trại La Mã và cử kỵ binh Carthage tới trại nhỏ của quân La Mã để quấy rối, khiến người La Mã không thể lấy nước về trại.

## Diễn biến trận đánh

### Lực lượng
Binh lực của hai quan chấp chính là khoảng 75.000 bộ binh và 2.400 kỵ binh La Mã, lực lượng đồng minh của họ bao gồm 4.000 kỵ binh, 2.600 bộ binh nặng và 7.400 bộ binh nhẹ (với tổng số khoảng 10.000 lính), như vậy tổng lực lượng của phía La Mã tham chiến là vào khoảng 86.400 người. Trong khi đó quân đội Carthage có khoảng 27.000 bộ binh nặng, 6.000 bộ binh nhẹ và 8.000 kỵ binh. Bộ binh Carthage là lực lượng hỗn hợp của chiến binh nhiều vùng với nòng cốt là 8.000 chiến binh người Libya được trang bị giáp và khí giới kiểu La Mã, 8.000 lính Iberia, 16.000 lính Gaule (8.000 được giữ lại trại trong ngày xảy ra trận đánh) và một số lượng không rõ lính Gaetulia (nam Algérie ngày nay). Đội kỵ binh tinh nhuệ của Hannibal cũng là hỗn hợp của 4.000 lính Numidia, 2.000 lính Iberia, 4.000 lính Gaule và 450 lính Libya-Phoenicia. Phần cuối cùng trong lực lượng Carthage là 8.000 kỳ binh tạo bởi những lính bắn đá người Baleare và bộ binh dùng giáo nhiều chủng tộc. Tuy xuất phát từ nhiều chủng tộc khác nhau nhưng các lực lượng này đều thống nhất dưới quyền chỉ huy của Hannibal và đều thể hiện được khả năng riêng trong các trận đánh.

### Trang bị
Binh lính La Mã được trang bị đồng bộ khí giới truyền thống của nền Cộng hòa như pilum (lao nhọn) và hasta (giáo) cùng với mũ, giáp và khiên. Trái lại trang bị của quân đội Carthage khá ô hợp: lính Libya sử dụng khí giới và giáp chiếm được của người La Mã trong các trận chiến trước đó; lính Iberia dùng kiếm, lao hoặc thương cùng khiên lớn hình bầu dục; lính Gaule dùng kiếm lớn cùng khiên nhỏ hình bầu dục; bộ binh nặng Carthage được trang bị mỗi người hai cây lao cùng gươm nhọn và giáp chắc để bảo vệ; kỵ binh nhẹ người Numidia gần như không trang bị giáp mà chỉ có một khiên nhỏ cùng lao và kiếm; kỳ binh Carthage được trang bị như bộ binh nhẹ với ná bắn đá hoặc lao; lính bắn đá người Baleare nổi tiếng với tài bắn đá chính xác thì hầu như không có trang bị bảo vệ gì ngoài chiếc ná bắn đá.

### Triển khai
Vào thời này việc triển khai quy ước của quân đội trên chiến trường là bộ binh ở trung tâm còn kỵ binh ở hai cánh. Người La Mã sử dụng gần như nguyên vẹn chiến thuật này nhưng họ tăng cường cho trung tâm đội hình bằng việc dồn vào đó nhiều trung đội (maniple) bộ binh thay vì dàn trải thế trận với hy vọng sẽ dùng mũi trung tâm mạnh này phá vỡ đội ngũ quân đội Carthage. Varro biết rằng bộ binh La Mã đã khó khăn như thế nào để chọc thủng trung quân của Hannibal trong Trận chiến Trebia, vì vậy vị chấp chính quyết định tái lập chiến thuật đột phá trung tâm với một lực lượng đông đảo hơn hòng đạt được kết quả nhanh chóng. Bộ binh chính (principes) được bố trí ngay phía sau bộ binh phụ (hastati) với nhiệm vụ đẩy đội hình tiến lên sau khi chạm trán quân địch, giúp các tuyến quân La Mã được giữ vững. Theo như Polybius viết: "Các maniple ngày càng co gần nhau vì khoảng cách đội hình giảm, kéo theo đó là chiều sâu của mỗi maniple càng lúc càng lớn hơn chiều ngang đội hình". Mặc dù vượt trội về số lượng, nhưng chính cách bố trí đội hình quá sâu này khiến cho lực lượng ở tuyến trước của quân La Mã chỉ tương đương với lực lượng đối phương.

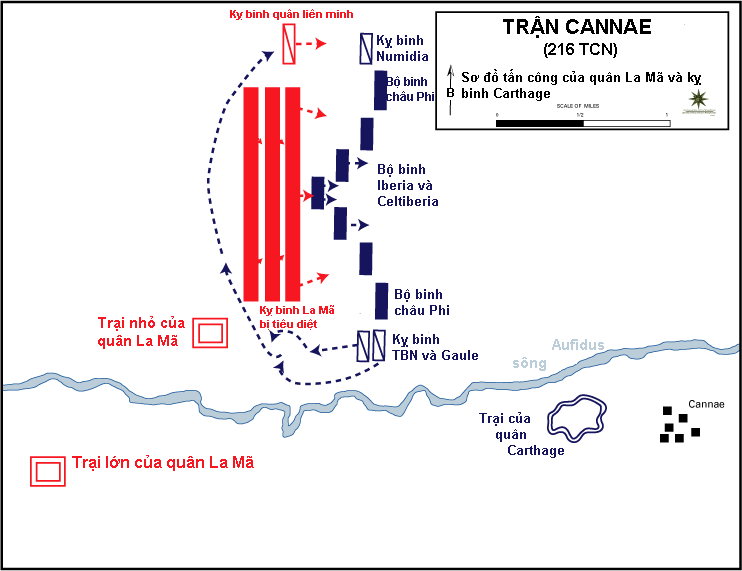
Triển khai ban đầu và cuộc tấn công của người La Mã (màu đỏ)

Theo Varro thì quân Hannibal không có nhiều không gian để vận động và cũng không có ý định rút lui vì họ bố trí đội hình quay lưng về phía sông Aufidus. Varro tin rằng có thể dùng ưu thế về số lượng của quân đội La Mã để đẩy người Carthage về phía bờ sông khiến đội hình của họ bị tan vỡ và trở nên rối loạn. Varro cũng chắc chắn rằng hai chiến thắng trước của quân Hannibal chẳng qua là do các trò đánh lừa và mưu mẹo vặt. Tất cả những tính toán đó đã khiến Varro quyết định đưa toàn quân La Mã đối đầu trực tiếp với lực lượng Carthage trên chiến trường. Cần nói thêm rằng địa hình Cannae là hoàn toàn trống trải và bằng phẳng, không thể có chỗ cho các toán phục binh dùng vào việc phục kích đối phương.
Về phía Carthage, Hannibal cho triển khai đội hình dựa theo khả năng chiến đấu của từng đơn vị, ông xem xét cả về số lượng, điểm mạnh và điểm yếu của từng đơn vị trước khi đưa ra chiến thuật cho toàn quân, theo đó lính Iberia, Gaule và Celtiberia được bố trí ở giữa, bộ binh Punic được bố trí ở cánh ngoài rìa của toàn đội hình bộ binh. Tuy được trang bị lao ngắn hơn các bộ binh La Mã, bộ binh Punic châu Phi của Hannibal lại trội hơn về khả năng cận chiến và giữ đội hình trong khi giao tranh ác liệt, họ chính là lực lượng tấn công hai cánh của quân La Mã. Kỵ binh cánh trái của quân Carthage (phía Nam gần sông Aufidus) bao gồm 6500 binh sĩ người Iberia và Celtiberia do Hasdrubal chỉ huy. Cánh phải quân Carthage gồm 3500 kỵ binh người Numidia do Hanno chỉ huy. Trong trận đánh, lực lượng của Hasdrubal trong trận đánh đã nhanh chóng tiêu diệt kỵ binh cánh phải La Mã (ở phía Nam), vượt qua hậu tuyến bộ binh La Mã và hợp sức với kỵ binh Numidia của Hanno đánh bại kỵ binh quân đồng minh ở cánh trái. Hai đội kỵ binh này sau đó đã tạo thành thế bao vây đối với quân La Mã.
Hannibal dự định rằng kỵ binh bố trí ở hai cánh của ông, vốn chủ yếu bao gồm kỵ binh hạng trung người Iberia và kỵ binh nhẹ người Numidia, sẽ đánh bại đội kỵ binh yếu hơn của quân La Mã sau đó vòng lại tấn công hậu tuyến bộ binh La Mã, đẩy đội quân này tiến về trung quân (vốn yếu hơn) của quân Carthage. Khi thế trận hình vành trăng khuyết hình thành, các đội lính châu Phi tinh nhuệ của ông sẽ tấn công từ hai cánh và bao vây lực lượng bị dãn rộng của người La Mã. Sau khi vòng vây hình thành, thay vì tấn công tuyến bộ binh mạnh nhất triarii của La Mã, vốn thiện chiến và được trang bị tốt nhất, đội kỵ binh Carthage sẽ chuyển hướng tiêu diệt các đội kỳ binh vòng ngoài, tạo thời gian cho binh sĩ Carthage ở trung tâm tiêu diệt các đội trưởng đại đội đồng thời đưa các bộ binh tiên phong hastati, vốn kém kinh nghiệm nhất và trang bị yếu nhất trong số bộ binh nặng La Mã, vào trạng thái hoảng loạn. Các đội bắn đá Carthage sẽ làm tăng sự rối loạn của quân La Mã khi dồn lực lượng này về trung tâm đội hình khiến cự ly đội hình quân La Mã bị thu hẹp tới mức khó có thể sử dụng vũ khí đồng thời dễ dàng vấp ngã khi giao chiến.
Trái với tính toán của Varro, vị trí dựa lưng vào sông lại là một phần quan trọng trong chiến thuật của Hannibal. Tình thế dựa lưng vào sông đã giúp một sườn của quân Carthage không bị phá vỡ ngay thời gian đầu bởi quân La Mã vượt trội về số lượng đồng thời chặn đường thoát bên cánh phải của quân La Mã (giáp bờ sông Aufidus). Thêm vào đó, quân Carthage sẽ hành tiến sao cho quân La Mã quay mặt về hướng Đông - hướng Mặt Trời, cũng là hướng gió Đông Nam mang theo cát bụi, một yếu tố làm giảm tốc độ tấn công của quân La Mã. Chiến thuật triển khai quân của Hannibal dựa trên các yếu tố khách quan và chủ quan chính là nguyên nhân quan trọng nhất quyết định kết cục trận đánh.

### Diễn biến
Cùng với bước tiến của hai quân đội, Hannibal bắt đầu cho mở rộng trung quân Carthage, theo lời Polybius: "Sau khi dàn thẳng toàn bộ lực lượng, ông ta cầm trung quân gồm lính Iberia và Celtiberia tiến lên phía trước đồng thời giữ cho phần còn lại dần tụt về phía sau tạo thành thế trận hình bậc thang, chiều sâu đội hình ở cả hai cánh và vùng trung tâm của quân Carthage càng lúc càng giảm, mục tiêu của ông ta là sử dụng lính châu Phi làm lực lượng dự bị còn lính Iberia và Celtiberia sẽ mở đầu cuộc chiến." Theo một số nhà nghiên cứu, với cách tiến quân này, trung quân yếu của người Carthage sẽ giúp giảm tốc độ tiến công của bộ binh mạnh La Mã, tạo điều kiện cho bộ binh châu Phi triển khai thế trận. Một số sử gia khác lại coi hành động của quân Carthage là kỳ lạ, nó chỉ là đội hình tự nhiên khi bộ binh phải tiến quân trên một diện rộng, hoặc vành trăng khuyết chỉ là do đội hình quân Carthage chịu sức tấn công của bộ binh mạnh La Mã. Tuy nhiên đa số sử gia đồng ý rằng Hannibal đã chủ ý lùi trung quân tạo thành hình vành trăng để lôi kéo quân La Mã vào giữa rồi tiêu diệt.

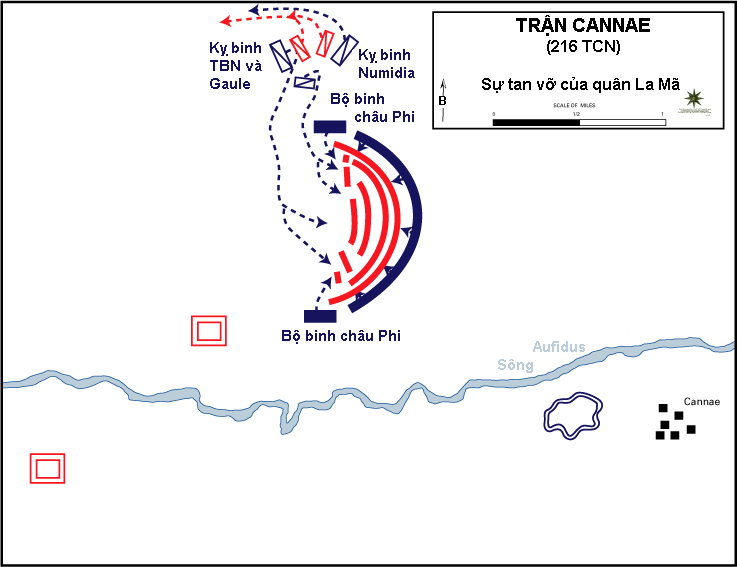
Sự tan vỡ của quân đội La Mã

Vào giai đoạn đầu trận đánh, kỵ binh hai bên giao tranh ác liệt và đẫm máu ở hai cánh. Với trình độ và lực lượng vượt hơn, kỵ binh Carthage nhanh chóng áp đảo và đánh tan kỵ binh La Mã ở cánh phải đồng thời ập vào hậu tuyến bộ binh La Mã ở trung tâm. Trong lúc kỵ binh Carthage đang áp đảo ở cánh phải, bộ binh trung tâm của hai phía bắt đầu giao tranh. Tuy vượt trội về lực lượng nhưng bộ binh La Mã gặp bất lợi về hướng tấn công, họ bị gió Đông Nam mang theo cát bụi làm giảm tầm nhìn, cát bụi cùng tình trạng vệ sinh (do quân Carthage chặn nguồn nước từ ngày hôm trước) còn khiến tinh thần chiến đầu của quân La Mã sa sút. Dù sao đi nữa, mặt trận trung tâm vẫn là nơi chiến sự diễn ra ác liệt nhất. Nhận thấy tính chất quyết định của việc bộ binh nặng La Mã phải đánh bại bộ binh Carthage tại trung tâm, quan chấp chính Paullus đã dẫn lực lượng của mình trực tiếp gia nhập trận đánh đang càng lúc càng quyết liệt ở đây. Bên kia chiến tuyến, Hannibal và những người anh em của mình cũng trực tiếp tham gia cuộc chiến đấu, cùng với binh sĩ Carthage ra sức sát phạt đối phương.
Đích thân Hannibal đứng chỉ huy trung quân Carthage và ra lệnh cho đội bộ binh yếu này dần lùi về phía sau tạo thành vành trăng khuyết. Với thế trận này của quân Carthage cùng việc vừa tiến vừa đánh, quân La Mã bắt đầu mất cự ly đội hình và có ít không gian để dùng vũ khí chiến đấu. Việc quân Carthage ở trung tâm lùi cũng khiến người La Mã bỏ qua (có thể cũng do cát bụi làm giảm tầm nhìn) mối nguy đến từ các đội bộ binh châu Phi vẫn gần như giữ nguyên vị trí ở ngoài rìa giữ cho thế trận vành trăng của Hannibal. Các giao tranh ở vùng trung tâm cũng tạo thời gian cho kỵ binh Carthage đẩy lùi hoàn toàn kỵ binh La Mã và tấn công hậu tuyến bộ binh La Mã, đẩy lực lượng này vào thế "lưỡng đầu thọ địch". Bộ binh La Mã bắt đầu lâm vào hoàn cảnh khó khăn khi ngày càng tiến sâu vào thế trận bán nguyệt của Hannibal. Vào thời điểm quyết định này, Hannibal ra lệnh cho bộ binh châu Phi của ông tấn công từ hai cánh, tạo thành vòng vây bao lấy bộ binh La Mã. Không còn đường thoát và bị tấn công từ bốn phía trong một diện hẹp, bộ binh La Mã rơi vào tình cảnh hỗn loạn, và cuối cùng theo như Polybius tả lại thì họ gần như chỉ còn biết đứng chờ chết. Cuối trận đánh, chỉ có khoảng 14.000 (trên tổng số 87.000) lính La Mã, tức là cứ 6 người mới có một người, thoát ra được khỏi vòng vây (phần lớn trong số họ chạy về thành phố Canusium ở gần đó).

### Thương vong
Khó có thể xác định chính xác con số thương vong thật sự của hai phía, theo các sử gia Titus Livius và Polybius thì có khoảng từ 50.000 đến 70.000 lính La Mã thiệt mạng, khoảng 3.000 đến 4.000 lính bị bắt làm tù binh. Trong số binh sĩ La Mã tử trận có cả quan chấp chính Lucius Aemilius Paullus, hai quan chấp chính nhiệm kỳ trước là Servilius và Minucius, hai tài chính quan, 29 (trong tổng số 48) quan bảo dân, 80 nguyên lão (Viện Nguyên lão La Mã thời đó có không quá 300 người), tất cả chiếm từ 20-30% số quan chức của bộ máy lãnh đạo La Mã. Có 8.000 lính La Mã khác ở hai doanh trại đầu hàng quân Carthage vào hôm sau. Tổng cộng có hơn 75.000 lính La Mã (trong tổng số 87.000 lính ban đầu) bị giết hoặc bắt sống, chiếm 85% toàn lực lượng, nếu tính riêng trong ngày diễn ra trận đánh thì hơn 95% lính La Mã và liên minh đã thiệt mạng hoặc trở thành tù binh. Trận Cannae là nơi chứng kiến thiệt hại về người lớn thứ hai trong lịch sử quân sự La Mã (sau trận Arausio) và tỉ lệ thiệt hại về người cũng là thứ hai (sau trận rừng Teutoburg). Về phía Carthage, lực lượng của Hannibal mất khoảng 16.700 người (đa số là bộ binh Celtiberia và Iberia ở trung tâm). Tổng cộng, thương vong ở trận Cannae là khoảng 80.000 người, nhiều thứ hai trong số các trận đánh thời đó (sau trận Platatea).

## Kết quả

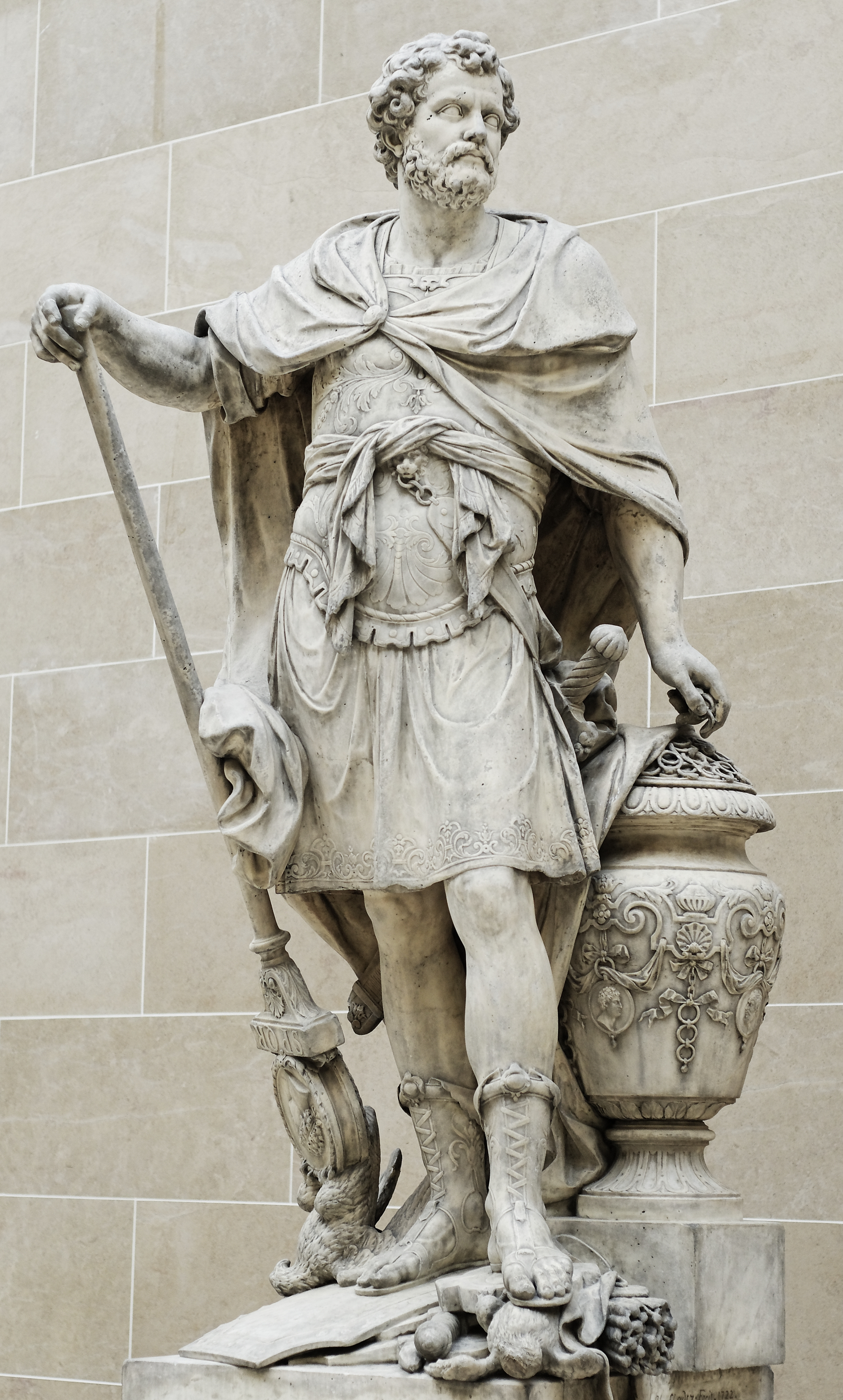
Hannibal đếm số nhẫn vàng của kỵ binh La Mã thiệt mạng trong trận chiến, tượng của Sébastien Slodtz, 1704, Louvre

| “ | Chưa bao giờ La Mã rơi vào tình trạng hoảng loạn như vậy ngay sau các bức tường thành của nó. Tôi sẽ không cố gắng mô tả tình cảnh đó, cũng như không tìm cách làm sống lại nó bằng việc đi vào chi tiết… Nó không phải là vết thương nối tiếp vết thương, mà là tai họa nối tiếp cùng lúc được thông báo. Theo các báo cáo thì quân đội của hai chấp chính và hai chấp chính đã thua cuộc; không còn một doanh trại quân La Mã nào; không còn một viên tướng, một người lính nào còn sống sót; Apulia, Samnium, phần lớn đất đai của nước Ý đã nằm dưới gót giày Hannibal. Chắc chắn rằng chưa từng quốc gia nào có thể chống đỡ nổi một tai họa nặng nề như thế. | ” |

― Titus Livius, dựa theo phản ứng của Viện Nguyên lão về thất bại
Trong một thời gian ngắn sau trận Cannae, người La Mã gần như rối loạn. Đội quân tốt nhất của họ đã bị tiêu diệt gần như hoàn toàn, những người còn sống thì bị khủng bố tinh thần nặng nề, viên chấp chính duy nhất còn lại (Varro) thì hoàn toàn mất uy tín, một thảm họa cho quân đội và xã hội của Cộng hòa La Mã. Những người còn sống trở về từ Cannae bị phiên chế thành hai legio và cử ra đảo Sicilia đóng quân như một cách trừng phạt việc họ đã làm mất uy danh quân đội La Mã trên chiến trường. Bên cạnh thiệt hại về người, thiệt hại về tinh thần của La Mã cũng rất nặng nề: Mỗi thành viên tầng lớp trên trong xã hội La Mã thường có một chiếc nhẫn vàng làm dấu, và chỉ trong trận Cannae, Hannibal đã thu được ít nhất 200 chiếc nhẫn vàng như vậy. Người Roma hoảng loạn tới mức họ phải tìm tới các phương thức cổ xưa như hiến tế người để cầu nguyện, ít nhất đã có hai người bị thiêu sống. Lucius Caecilius Metellus, một viên quan bảo dân, hoảng sợ tới mức đề nghị các đồng nhiệm cùng lên thuyền bỏ trốn để làm việc cho nước ngoài.
Với Hannibal, chỉ sau 3 trận chiến ở Trebia, Trasimene và Cannae, ông đã tiêu diệt được một lực lượng tương đương 8 đội quân của quan chấp chính La Mã. Trong ba mùa chiến dịch, Roma đã mất một phần năm dân số trên 17 tuổi. Ảnh hưởng tinh thần của chiến thắng ở Cannae khiến cho phần lớn miền Nam nước Ý gia nhập liên minh của Hannibal. Như Polybius đã ghi lại: "Nặng nề hơn cả thất bại ở Cannae, là việc những đồng minh cũ của La Mã, những thành bang tưởng như trung thành hết mực, nay đã rời bỏ liên minh chỉ với một lý do đơn giản, họ đã hết hy vọng với sức mạnh của La Mã." Cùng trong năm này, các thành phố Hy Lạp trên đảo Sicilia bắt đầu phản lại sự cai trị của La Mã, cùng với đó, vua Philippos V của Macedonia cũng tỏ sự ủng hộ Hannibal bằng cách phát động cuộc Chiến tranh Macedonia lần thứ nhất chống lại La Mã. Hannibal cũng củng cố được liên minh với vị vua mới Hieronymus của Syracuse, thành bang độc lập duy nhất ở Sicilia. Người Gaul ở miền Bắc Italia cũng trở thành một lực lượng ủng hộ Hannibal.
Sau trận Cannae, chỉ huy kỵ binh người Numidia là Maharbal đã đề nghị Hannibal lợi dụng thời cơ tiến quân ngay về Roma tuy nhiên Hannibal đã không làm theo lời khuyên này. Sử cũ ghi lại phản ứng của Maharbal khi bị từ chối như sau: "Rõ ràng Tạo Hóa không ban hết mọi thứ cho một con người. Người biết cách giành chiến thắng nhất, Hannibal, cũng lại là người không biết cách tận dụng chiến thắng đó nhất." Tuy nhiên Hannibal cũng có những lý do của ông khi không tiếp tục tiến quân về Roma. Theo sử gia Hans Delbrück thì thiệt hại trong các chiến dịch trên đất Ý cũng đủ khiến lực lượng của Carthage không thể tấn công thẳng vào Roma còn lực lượng của La Mã, tuy tổn thất lớn sau trận Cannae, cũng đủ để chống lại một cuộc bao vây Roma và duy trì lực lượng trên các vùng khác của Ý bất chấp sự có mặt của quân Carthage. Cách tiến quân của Hannibal sau trận Trasimene (217 TCN) và Cannae (216 TCN), cũng như sự thật rằng mãi 5 năm sau đó ông mới tấn công Roma lần đầu (211 TCN) cho thấy có thể chiến thuật của ông không phải là tiêu diệt tận gốc kẻ địch mà là triệt tiêu tinh thần đối phương bằng một loạt trận đánh để rồi buộc đối phương phải ký một hiệp ước hòa bình kèm theo việc từ bỏ hết các thành bang đồng minh. Việc này cũng góp phần làm tan rã khối liên minh giữa La Mã và các đồng minh của họ, từ đó tiến tới bao vây cô lập La Mã từ nhiều hướng. Sau chiến thắng Cannae, như đã nói, khối liên minh La Mã lung lay dữ dội. Nếu quân đội Carthage ở Ilberia không bị thất bại thì chiến thuật của Hannibal ắt hẳn đã thành công.
Ngay sau trận Cannae, Hannibal gửi một phái đoàn do Carthalo dẫn đầu về Roma để thảo luận một hiệp ước hòa bình với Viện Nguyên lão La Mã. Tuy gặp nhiều tổn thất cả về người và tinh thần, Viện Nguyên lão vẫn từ chối đề nghị của Hannibal, trái lại họ còn tăng gấp đôi nỗ lực chống người Carthage bằng việc tổng động viên toàn bộ nam giới La Mã, thành lập các legio mới từ những nông dân không có đất canh tác và thậm chí là từ nô lệ. Việc tang lễ cho những người đã chết ở Cannae bị chính quyền La Mã hạn chế trong vòng 30 ngày, cũng chỉ có phụ nữ mới được phép khóc lóc ở nơi công cộng. Trận Cannae cũng giúp cho người La Mã có được bài học lớn của họ, từ sau thất bại ở Cannae, quân đội La Mã không bao giờ còn đối mặt sòng phẳng với quân Carthage trên chiến trường, thay vào đó họ sử dụng lại chiến thuật chiến tranh tiêu hao của Fabius - chiến thuật duy nhất hữu hiệu giúp đẩy Hannibal ra khỏi nước Ý.
Sau cùng, La Mã cũng trả được thất bại ở Cannae, họ tiến quân sang châu Phi, Publius Cornelius Scipio Africanus, con trai của P.C.S Aemilianus chỉ huy quân La Mã đánh bại Hannibal tại trận Zama, kết thúc Chiến tranh Punic lần thứ hai.

## Ý nghĩa lịch sử

### Với học thuyết quân sự La Mã
Trận Cannae đóng vai trò quyết định trong việc hình thành cấu trúc quân sự và tổ chức chiến chiến thuật của quân đội Cộng hòa La Mã. Tại Cannae, bộ binh La Mã gần như vẫn dùng đội hình phalanx có từ thời Hy Lạp, điều này khiến họ dễ dàng rơi vào cái bẫy do Hannibal giương ra. Vì vậy trong những năm sau thất bại ở Cannae, người La Mã bắt đầu cải tổ bằng việc điều chỉnh các phalanx linh hoạt hơn, sau đó chia phalanx thành hai cột và cuối cùng là chia nhỏ phalanx thành các đơn vị chiến đấu ít người nhưng linh hoạt, có sức cơ động cao và gắn kết với nhau hơn khi hành tiến trong đội hình lớn. Ví dụ trong trận Ilipa và trận Zama, các bộ binh chính đã được bố trí ở rìa của bộ binh phụ, giúp toàn đội hình quân La Mã có được sức cơ động cao hơn rất nhiều cách bố trí cũ (bộ binh chính đi sau bộ binh phụ). Từ hệ thống đội hình trung đội (maniple), quân La Mã dần chuyển sang hệ thống đội hình đội quân (cohort).
Thất bại trong trận Cannae cũng cho thấy luật lệ ngặt nghèo của La Mã về việc chỉ huy luân phiên của các chấp chính đã khiến chiến thuật bị hạn chế và xáo trộn. Sau một số thử nghiệm chính trị, P.C.S Africanus được cử làm tổng chỉ huy quân đội La Mã ở châu Phi và được giữ vị trí này cho tới hết chiến tranh. Tuy quyết định đó đã vi phạm luật của Cộng hòa La Mã nhưng nó đã giúp quân đội La Mã có được sự chỉ huy thống nhất từ bên trong, giúp tăng cường đáng kể sức chiến đấu. Từ sau trận Cannae, mô hình công dân-binh lính cũng dần được loại bỏ, thay thế vào đó là các lực lượng vũ trang chuyên nghiệp, đây là nòng cốt cho quân đội của Africanus giành chiến thắng ở Zama.

### Với lịch sử quân sự
Chiến thuật bao vây của Hannibal tại Cannae thường được trích như là một trong những ví dụ về cách chỉ huy chiến trường tốt nhất trong lịch sử, và là thắng lợi đầu tiên của chiến thuật gọng kìm được ghi chép lại chi tiết trong sử sách phương Tây. Trận Cannae đóng một vai trò quan trọng trong lịch sử quân sự thế giới với chiến thuật triển khai đội hình của Hannibal. Sử gia quân sự Theodore Ayrault Dodge đã viết:

"Có ít trận đánh trong thời Cổ đại được đánh giá cao hơn trận Cannae. Trận đánh này cho thấy tất cả ưu việt của quân đội Hannibal. Cái cách mà bộ binh lạc hậu người Iberia và Gaule dàn quân tạo thành thế trận bậc thang đầu tiên được tổ chức tại đây rồi sau đó lùi dần tạo thành thế trận đảo ngược... đơn giản là một kiệt tác về chiến thuật chiến trường. Việc tấn công vào đúng thời điểm của bộ binh châu Phi và việc nó bao vây lấy hai cánh của đám đông quân La Mã hỗn loạn, là trên cả tuyệt vời. Cả trận đánh, đứng từ góc nhìn của người Carthage, là một tác phẩm nghệ thuật ít có trường hợp nào sánh bằng trong lịch sử chiến tranh".

Trận Cannae là thể hiện cao nhất của thiên tài quân sự Hannibal và cũng là trận đánh kinh điển nhất của chiến thuật mà ông vẫn thường áp dụng. Về sau, P.C.S Africanus đã áp dụng thành công chiến thuật tương tự và đánh bại chính Hannibal trong trận Zama.